# William Atherton
William Atherton (Orange, Connecticut, 30 de julio de 1947), nacido como William Atherton Knight, es un actor de cine, teatro y televisión estadounidense.

## Biografía
Atherton nació en Orange, Connecticut, hijo de Robert Atherton Knight y Roby Atherton (nombre de soltera Robison). Estudió actuación en la Escuela de Arte Dramático de Carnegie Tech y se graduó de la Universidad de Carnegie Mellon en 1969. Atherton es zurdo. 

## Carrera
Atherton causó sensación en los escenarios de Nueva York inmediatamente después de graduarse de la universidad y trabajó con muchos de los principales dramaturgos del país, como David Rabe, John Guare y Arthur Miller, ganador de numerosos premios por su trabajo dentro y fuera de Broadway. Tuvo su gran oportunidad en el cine al interpretar a Clovis Michael Poplin un desventurado fugitivo junto a Goldie Hawn en el fil The Sugarland Express, el debut cinematográfico de Steven Spielberg.
Después de esto, se obtuvo papeles importantes en dramas oscuros como El día de la langosta y de Buscando al Sr. Goodbar, así como la película de gran presupuesto sobre el desastre del Hindenburg. También actuó como el vaquero Jim Lloyd en la miniserie de 1978  Centennial, basado en la novela de James Michener.
Atherton entró en la cultura pop a partir de 1984, cuando apareció en la exitosa comedia Ghostbusters en donde interpretó a Walter Peck, un prepotente y entromentido agente de la EPA. En 1985, Martha Coolidge decidió que Atherton interpretara al profesor Jerry Hathaway en la comedia adolescente Real Genius. En 1988, Atherton interpretó al narcisista reportero Richard "Dick" Thornburg en la película de acción de gran éxito Die Hard con Bruce Willis, así como su  secuela de 1990.
Otros créditos cinematográficos incluyen No Mercy, The Pelican Brief, Bio-Dome, Mad City, The Crow: Salvation, El último samurái, Tales Grim Prairie. También ha hecho apariciones especiales en programas de televisión tales como The Twilight Zone, Murder She Wrote, Desperate Housewives, The Equalizer, Law & Order, Boston Legal y Monk. Atherton también proporcionó su voz del Dr. Fate de la La Liga de la Justicia.
Mientras protagonizaba el film El día de la langosta, Atherton se le ofreció y aceptó la oportunidad de proporcionar la voz principal de ¿Qué voy a hacer?, el tema del título principal de la versión cinematográfica de El gran Gatsby de Robert Redford.
Sus apariciones incluyen la película como The Girl Next Door (2007), una adaptación novela del mismo nombre de Jack Ketchum.
Ha repitió su papel como Walter Peck en Ghostbusters: The Video Game, lanzado el 16 de junio de 2009. Atherton fue elegido para participar en la última temporada de la serie de la cadena  American Broadcasting Company (ABC)  Lost en 2010.
Apareció en el musical Gigi para el Teatro Reprise en Los Ángeles en el papel de Honoré Lachailles durante la primavera de 2011.
Después de su trabajo en el musical, Atherton hizo pasos en un papel cómico en Tim y Billion Dollar, película de Eric, producida por Will Ferrell de Funny or Die.

## Filmografía
| - The New Centurions (1972) - Johnson - Class of '44 (1973) - Presidente de la Fraternidad - The Sugarland Express (1974) - Clovis Michael Poplin - Como plaga de langosta (1975) - Tod Hackett - The Hindenburg (1975) - Boerth - Independence (1976) - Benjamin Rush - Looking for Mr. Goodbar (1977) - James - Centennial (1978–1979) (miniserie) - Jim Lloyd - A Single Light (1981) (TV) - papel desconocido - The House of Mirth (1981) (TV) - Lawrence Selden - Tomorrow's Child (1982) (TV) - Jim Spence - Malibu (1983) (TV) - Stan Harvey - Ghostbusters (1984) - Walter Peck - Real Genius (1985) - Prof. Jerry Hathaway - The Twilight Zone (1985, 1987) (serie de televisión) - Mr. Dundee/Brian Wolfe - Murder, She Wrote (1985, 1987, 1991) (serie de televisión) - Larry Holleran/Greg Dalton/Andy Henley - A Fight for Jenny (1986) (TV) - Michael Rosen - No Mercy (1986) - Allan Deveneux - The Equalizer (1987, 1989) (serie de televisión) - Martin 'Alpha' Loeber/Gideon - Die Hard (1988) - Richard Thornburg - Intrigue (1988) (TV) - Doggett - Buried Alive (1990) (TV) - Cortland 'Cort' van Owen - Grim Prairie Tales: Hit the Trail... to Terror (1990) - Arthur - Die Hard 2 (1990) - Richard Thornburg - Óscar (1991) - Overton - Tales from the Crypt (1991) (serie de televisión) - Malcolm Mayflower - Diagnosis: Murder (1992) (TV) - Eric Walker - Chrome Soldiers (1992) (TV) - Sheriff Blackwell - The Pelican Brief (1993) - Bob Gminski - Saints and Sinners (1994) - Terence McCone - Frank & Jesse (1995) - Allan Pinkerton - Virus (1995) (TV) - Dr. Reginald Holloway - Broken Trust (1995) (TV) - Roemer - Raven Hawk (1996) (TV) - Philip Thorne - Bio-Dome (1996) - Dr. Noah Faulkner - Nash Bridges (1996) (serie de televisión) - Dr. Linus Mills - Executive Power (1997) - Presidente John Fields - Hoodlum (1997) - Thomas Dewey - Mad City (1997) - Malt Dohlen - The Practice (1997, 1999) (serie de televisión) - Fiscal de distrito Keith Pratt - Michael Kael contre la World News Company (1998) - James Denit - The Outer Limits (1998) (serie de televisión) - Franklin Murdoch | - The Stranger (1999) - Arthur - Introducing Dorothy Dandridge (1999) (TV) - Darryl Zanuck - The Crow: Salvation (2000) - Nathan Randall - Burning Down the House (2001) - Arthur Kranston - Night Visions (2001) (serie de televisión) - William Price - Race to Space (2001) - Ralph Stanton - Law & Order (2002, 2004) (serie de televisión) - Don Snyder/Dan Jensen - Who's Your Daddy? (2003) - Tío Duncan 'Duncay' Mack - Justice League (2003) (serie de televisión) - Dr. Destiny (solo voz) - El último samurái (2003) - Winchester Rep - Gone But Not Forgotten (2004) (TV) - Senador Ray Colby - Into the Sun (2005) - Agente Block - Headspace (2005) - Dr. Ira Gold - Boston Legal (2005) (serie de televisión) - A.D.A. Howard Zale - Stargate SG-1 (2006) (TV series) - Varta - Desperate Housewives (2006) (serie de televisión) - Dr. Barr - Kush (2007) - King - Totally Baked: A Pot-U-Mentary (2007) - Lyle Funion - Hacia la oscuridad (Towards Darkness) (2007) - John - The Girl Next Door (2007) - David de adulto - Numb3rs (2007) (TV series) - Warren Pierce - Aces 'N' Eights (2008) (TV) - Howard - bgFATLdy (a.k.a. Black Crescent Moon) (2008) - Jo Dexton - Ghouls (2008) (TV) - Stefan - Monk (2008) (TV series) - Comandante Nathan Whitaker - Life (2008–2009) (TV series) - Mickey Rayborn - Ghostbusters: The Video Game (2009) (VG) - Walter Peck (Voz) - Lost (Episodio 607: "Dr. Linus") (2010) - Principal Donald Reynolds - Law & Order: Special Victims Unit (2010) - Ned Bogden - The Kane Files: Life of Trial (2010) - Daniel Morgan - Jinn (2010) - Father Westhoff - Castle (Episodio 61: "Head Case") (2011) - Dr. Ari Weiss - Tim and Eric's Billion Dollar Movie (2012) - Jersey Shore Shark Attack (2012) - Workaholics (Episode 306: "The Meat Jerking Beef Boys") (2012) - Thor Holmvik - The Citizen (2012) - Getting Back to Zero (2013) - Jinn (2014) – Padre Westhoff - Clinical (2017) – Terry - Lowlifes (2017) - Ghostbusters: Frozen Empire (2024) - Walter Peck |